# Ferrochelatasi
La Ferrochelatasi è un enzima che catalizza l'ingresso di un gruppo ferro all'interno dell'anello della protoporfirina. L'inserimento del ferro all'interno del anello rappresenta l'ultima tappa della biosintesi dell'eme.
La ferrochelatasi è inibita dal piombo, che compete con il ferro per il legame al sito attivo dell'enzima. L'esposizione al piombo e la conseguente inibizione dell'enzima produce un accumulo di protoporfirina IX negli eritrociti: la quantificazione di tale intermedio metabolico è infatti usata per valutare le eventuali entità del danno biologico in soggetti esposti al rischio.